# 國際金融領袖投資峰會

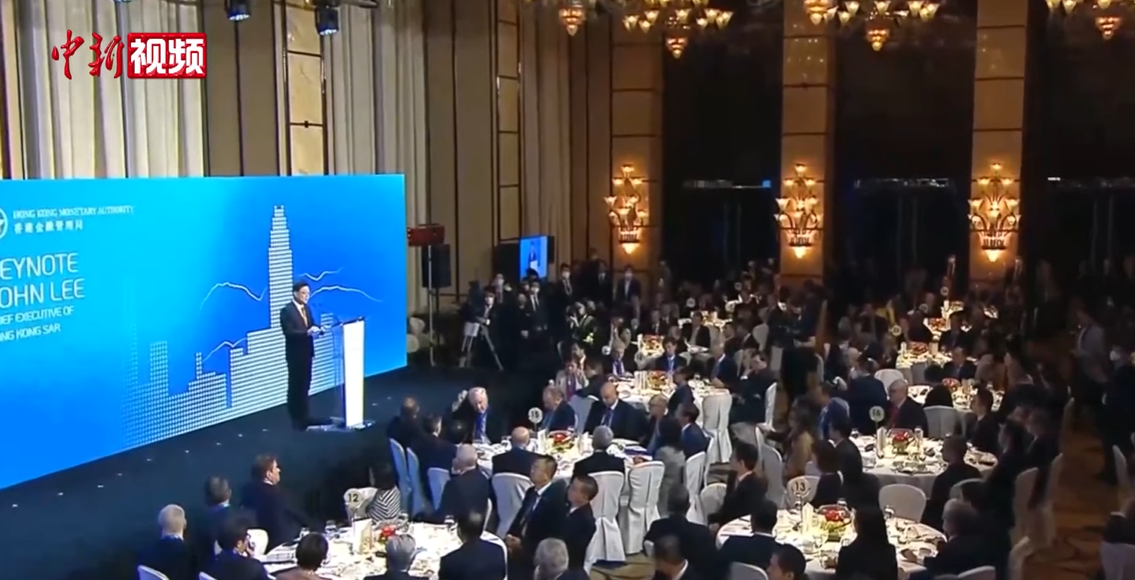
2022年11月2日的國際金融領袖投資峰會於香港四季酒店宴會廳舉行

國際金融領袖投資峰會（英語：Global Financial Leaders' Investment Summit）是一場2022年11月1日至3日於香港舉辦的峰會，由香港財政司司長陳茂波於《2022年至2023年度香港政府財政預算案》宣佈舉行。峰會邀請多家國際和中國大陸金融機構的負責人來港出席，是2019冠狀病毒病疫情爆發以來香港首次舉行的大型金融盛事。香港金融管理局總裁余偉文形容峰會是一個讓外國投資者了解香港未來的發展方向的機會。

## 過程
峰會包括在11月1日傍晚於西九文化區M+博物館舉辦的歡迎晚宴和參觀館內展品，11月2日於香港四季酒店舉辦的峰會有3場討論，包括中國人民銀行行長易綱的預錄訪談、多間金融機構高級管理人員參與的專題討論。11月3日國際投資者對話環節於中環交易廣場內的香港交易所進行。
峰會舉辦當日適逢強烈熱帶風暴尼格吹襲香港，金管局表示即使香港懸掛八號風球仍會如常舉行。最終香港天文台於下午1時40分，峰會開始後發出八號熱帶氣旋警告信號。

## 便利防疫措施
從外國親身到香港出席峰會的人士須遵守香港的防疫措施，抵港後須接受三天醫學監察，期間每日須接受檢測。但金管局同時為參與者提供多項便利措施，包括容許他們持「黃碼」期間進入一些須查核「疫苗通行證」的處所（如博物館和餐廳），亦可於私人包間與他人共膳。出席峰會的人士如果在逗留香港期間確診，可乘坐專機離港或於香港進行隔離。《明報》認為與會人士難以緊遵相關規定。金融界立法會議員陳振英認為若防疫措拖進一步放寬至「0＋3」，參與者的感受會更理想。不過根據現時的入境檢疫安排，目前來港人士3天監察期間會獲發「黃碼」，並不能進入餐廳等指定場所，而確診者的「安心出行」會顯示「紅碼」。有關人士在3天監察期如沒有遵守指明條件，即屬犯罪。違例者可被罰款及監禁。另外，峰會舉辦期間絕大多人士並沒有戴上口罩。

## 嘉賓
峰會有250人出席，合共100個國際金融機構，主要以多名歐美金融機構高層為主，當中40人屬行政總裁或主席級別。不過其中4名原定出席峰會的嘉賓因不同理由而缺席。包括花旗集團行政總裁范潔恩、黑石集團行政總裁喬納森·格雷因確診2019冠狀病毒病而無法出席峰會。巴克萊集團行政總裁文卡塔克里斯南、資本集團行政總裁阿穆爾（Tim Armour）、東方匯理行政總裁亦分別因行程改動、身體不適、家庭理由而缺席。有八分之一的行政總裁或主席級人馬缺席峰會，行政長官李家超表示指缺席的嘉賓僅屬少數。

## 重點講話
行政長官李家超於峰會上發表演講稱「香港的最壞時機已過，正走向正常，將會進一步放寬檢疫措施」，並呼籲「機遇、時機，盡在香港，現在就是大家期待已久的好時候，把握先機，莫追落後」。
香港金融管理局總裁余偉文於峰會結束後表示明年將再次舉辦峰會。
中國證券監督管理委員會副主席方星海在預錄訪談中表示擔心投資者閱覽太多國際媒體對中國的報道會影響他們對中國的真正理解。他建議投資者直接觀察中央政府的實際舉措，了解中國的政策及方向，更稱「不要跟中國及香港對賭」(Don't bet against China and HK)。

## 後續活動
2023年11月6日至8日，香港金融管理局再次舉辦國際金融領袖投資峰會，約300位金融界人士出席，包括摩根士丹利董事長兼首席執行官詹姆斯·P·戈曼、高盛首席執行官蘇德巍、黑石集團總裁喬納森·格雷、花旗集團行政總裁范潔恩 ，《華爾街日報》一篇評論文章批評這些銀行家出席峰會相當於向李家超「叩頭」。

## 反應

### 中國大陸
中國外交部發言人趙立堅對香港成功舉辦峰會表示祝賀，“峰會取得完滿成功、充分凸顯了香港背靠祖國聯通世界的區位優勢，有力證明了香港由亂到治的良好局面。”

### 美國
美國參議院議員傑夫·默克利、眾議院議員吉姆·麥克高文在會前稱金融機構高層應重新考慮是否出席峰會，並稱出席峰會將使他們成為中國和香港當局侵犯人權的同謀。
自由亞洲電台認為峰會較新加坡於11月2日至5日舉辦的「金融科技節」遜色，後者的規模更大、演講嘉賓更多。
在美国的港人组织“香港民主委员会”（HKDC）期望西方民主社会的企业家，不再助纣为虐，为港府和中国政府游说或“洗白”。发言人郭风仪表示，“有港人反映，除了HKDC网站在香港遭到封網无法开启，近期美国一些非政治相关网站也不能在香港正常浏览，这反映香港已不再是外资营商的理想地点。”
《華爾街日報》刊登一篇題為「華爾街向香港叩頭 (Wall Street’s Hong Kong Kowtow)」的評論文章，批評美國金融機構負責人在香港的新聞自由、司法獨立受威脅下仍然出席峰會。政務司司長陳國基批評該文「立心不良、嚴重偏頗、侮辱參與峰會的領袖」。
《彭博》刊登一篇由新加坡女記者撰寫的報導，批評峰會87%的嘉賓為男性，女性參與的比例不平等，形容峰會為「老男孩俱樂部」(Old Boys' Club)。

### 香港本地
《明報》社論指“香港國際金融中心「地位不保」一類悲觀論調，近月甚囂塵上。金融峰會有助提振信心與聲勢，同時亦可對外宣示香港疫下復常重開門戶。”
《明報》社論亦指出“當局無法以「0+0」接待來賓，只能靠「特事特辦」解決問題，對外宣示香港復常重開的效果，難免要打折扣。”
《星島》社論指“峰會順利舉行，證明香港擁有背靠祖國的獨特優勢，認為面對西方打壓和外媒抹黑，香港作為國際金融中心地位依然屹立不倒，魅力沒法擋。西方政客的如意算盤無法打響，抹黑不攻自破。”
財經事務及庫務局局長許正宇指“香港作為國際金融中心舉辦峰會是理直氣壯，不會被外國議員的幾句說話所影響。”
經濟學者莊太量認為“取消來港的高層或受美國議員要求杯葛峰會的壓力所影響。”

## 爭議

### 出席者「豁免」部分防疫
金管局為出席峰會的人士提供一系列「豁免」防疫措施，包括三天醫學監察期內可以在食肆的私人包間與人共膳，容許進入部分「疫苗通行證」處所。峰會人士如果逗留港期間染疫，亦可選擇坐專機離港。醫管局前行政總裁梁栢賢指，有關「豁免」給市民不公和特權的感覺。而特首李家超表示作出豁免是“風險可控”，指出豁免的聚餐只限於私人包廂進行，可以為未來整體防疫方面的措施專門訂立特別的方向。

### 陳茂波核酸陽性
原定於峰會上擔任主講嘉賓的陳茂波於中東訪問期間感染2019冠狀病毒病。衞生署衞生防護中心於峰會前一天評定陳茂波屬於康復個案，不具傳染性，無須隔離並可出席峰會。峰會上陳茂波發表關於金融創新和綠色金融的演講，期間與其他嘉賓同樣沒有配戴口罩，但沒有參加午宴。11月2日深夜，政府新聞處回應傳媒查詢表示陳茂波於11月1日抵港後進行的核酸測試結果為陽性，CT值處於康復個案範圍內，屬於已康復個案，無須隔離亦不受「紅碼」限制。 陳茂波於11月3日發表演講時亦同樣沒有佩戴口罩。
在疫情記者會上，衛生防護中心總監徐樂堅被多次追問「康復個案範圍」所指的CT值界線，但他形容“每宗個案情況獨特”，而未正面回答；至於問到陳茂波的病毒CT值，徐樂堅強調“不評論個別個案”，也拒絕透露。

## 外部連結
- 香港金融管理局 - 國際金融領袖投資峰會 （页面存档备份，存于）